# 忠経
『忠経』（ちゅうきょう）は、中国の経書の一つ。『孝経』（特に今文）に擬して述作せられ、18章からなり、その章名も『孝経』に照応している。日本においても、江戸時代の元禄2年に、宇都宮遯庵の跋文を草したものがある。
内容はその題の通り、主君に仕える忠孝の道、忠道を概説した経典である。

## 解題
一般には、『孝経』はよく知られているものの、『忠経』の方は余り知られていない。『宋史』芸文志に初めて「馬融忠経一巻」が録された。
著者は馬融とされるが、この馬融を、有名な後漢の儒学者である馬融とし、彼ならば『孝経』の註も作っているため、『忠経』の馬融序も「後漢南都太守馬融撰」と記された。宣徳年間に、明の韓陽を始め、これを礼讃する序を作って普及する者も生じたが、却って後代の考証家をして、後漢の馬融の著録に『忠経』がなく、隋唐の経籍芸文志にもその名のないところから、恐らく唐代や宋代に、大儒・馬融の名を借りて作られた偽書ではないかと推定されたために、世に重んじられなくなった。
しかし、清の丁晏は、馬融は後漢の馬融ではなく唐の馬融で、宋代の『崇文総目』の中に「絳嚢経一巻馬融撰」とあり、また『忠経』序文中に「臣融は巌野の臣」とあるよりしても、『忠経』の作者である馬融は、『絳嚢経』の著者であり、唐の隠者であった方の馬融に相違ないと推理している。
更に丁晏は、本文には唐の皇帝の諱避けて使われた文字があり、例えば本文中にある「昔在至理」は唐の高宗の名である“治”を避けて“至治”とするところを“至理”とし、「兆人」と言うのは太宗の名である“民”を避けて“兆民”“とするところを“兆人”としたのだろうと考証している。